# 平行鳞毛蕨
平行鳞毛蕨（学名：Dryopteris indusiata）为鳞毛蕨科鳞毛蕨属下的一个种。